# Тёмная материя

Состав Вселенной по данным WMAP, используемым в рамках модели Лямбда-CDM

Тёмная мате́рия — в астрономии и космологии, а также в теоретической физике гипотетическая форма материи, не участвующая в электромагнитном взаимодействии и поэтому недоступная прямому наблюдению. Составляет порядка четверти массы-энергии Вселенной и проявляется только в гравитационном взаимодействии. Понятие тёмной материи введено для теоретического объяснения проблемы скрытой массы в эффектах аномально высокой скорости вращения внешних областей галактик и гравитационного линзирования (в них задействовано вещество, масса которого намного превышает массу обычной видимой материи); среди прочих предложенных оно наиболее удовлетворительно.
Состав и природа тёмной материи на настоящий момент неизвестны. В рамках общепринятой космологической модели наиболее вероятной считается модель холодной тёмной материи. Наиболее вероятные кандидаты на роль частиц тёмной материи — вимпы. Несмотря на активные поиски, экспериментально они пока не обнаружены.
Согласно опубликованным в марте 2013 года данным наблюдений космической обсерватории «Планк», интерпретированным с учётом стандартной космологической модели Лямбда-CDM, общая масса-энергия наблюдаемой Вселенной состоит на 4,9 % из обычной (барионной) материи, на 26,8 % из тёмной материи и на 68,3 % из тёмной энергии. Таким образом, Вселенная на 95,1 % состоит из тёмной материи и тёмной энергии.

## История
Понятие тёмной материи исторически связано с проблемой скрытой массы, когда наблюдаемое движение небесных тел отклоняется от законов небесной механики; как правило, это явление находило объяснение в существовании неизвестного материального тела (или нескольких тел). Именно так были открыты планета Нептун и звезда Сириус B.
Сам же термин «тёмная материя» (фр. matière obscure), возможно, впервые использовал в 1906 году французский физик и математик Анри Пуанкаре, развивая соображения лорда Кельвина относительно оценки массы звёзд Галактики исходя из распределения их скоростей: «Множество наших звёзд, возможно, даже их подавляющее большинство, могут быть тёмными телами (фр. corps sombres, англ. dark bodies)», однако делая иной вывод: «Тёмной материи нет, или, по крайней мере, её не так много, как видимой». К похожему заключению пришёл в 1915 году и эстонский астроном Эрнст Эпик, а затем, в 1922 году — голландец Якобус Каптейн, который, по всей видимости, первым использовал термин «тёмная материя» (нидерл. donkere materie, англ. dark matter) именно в смысле ненаблюдаемой материи, о существовании которой можно судить лишь по её гравитационному воздействию:
Таким образом мы можем оценить массу тёмной материи во Вселенной. Если рассматривать её состояние в текущий момент, доля этой массы, судя по всему, не может быть преобладающей.Оригинальный текст (англ.)We therefore have the means of estimating the mass of the dark matter in the universe. As matters stand at present, it appears at once that this mass cannot be excessive.
В том же году британский астроном Джеймс Джинс, также исследовавший движение звёзд в нашей Галактике, пришёл к иному заключению: на каждую видимую звезду приходится 2 «тёмных». Далее, ученик Каптейна, нидерландец Ян Оорт в 1932 году опубликовал свою, более точную оценку плотности тёмной материи в нашей галактике, конкретно в окрестности Солнечной системы, на основании анализа вертикальных колебаний звёзд относительно плоскости Млечного пути. Он вычислил, что общая плотность вещества превышает плотность обычной видимой материи всего вдвое (так называемый предел Оорта), то есть плотность тёмной материи примерно равна плотности видимых звёзд и составляет 0,05 M⊙/пк3. Таким образом, в этот период считалось, что тёмная материя представляет собой в буквальном смысле тёмное вещество, просто не излучающее достаточно света.
Серьёзное исследование тёмной материи, в том числе на внегалактических масштабах, фактически началось с работ Фрица Цвикки, который в 1933 году обнаружил необычно большой разброс радиальных скоростей восьми галактик в скоплении Кома (созвездие Волосы Вероники) — около 1000 км/с — и применив вириальную теорему, заключил, что для устойчивости скопления его полная масса должна быть в 400 раз больше, чем масса входящих в него звёзд:
Если это подтвердится, то мы придём к поразительному выводу — что количество тёмной материи гораздо больше, чем светящейся.Оригинальный текст (нем.)Falls sich dies bewahrheiten sollte, würde sich also das überraschende Resultat ergeben, dass dunkle Materie in sehr viel größerer Dichte vorhanden ist als leuchtende Materie.
В другой статье в 1937 году, где швейцарско-американский астрофизик уточнил свои расчёты, присутствует упоминание «тёмной материи, содержащейся в туманностях в виде холодных звёзд, других твёрдых тел и газов», то есть он также всё ещё считал её некой разновидностью обычного вещества. Кроме того, Фриц Цвикки использовал в расчётах ошибочное (примерно в 8 раз большее) значение постоянной Хаббла и получил соответственно завышенное отношение масса/светимость и, как следствие, завышенное количество тёмной материи. Несмотря на все эти нюансы, его принципиальный вывод о её подавляющем вкладе в массу крупномасштабных астрономических объектов стал фундаментальным этапом в истории концепции тёмной материи. Примерно в то же время, в 1936 году, американский астроном Синклер Смит получил похожий результат для другого скопления галактик — Девы: средняя масса одной входящей в его состав галактики составляла, согласно его расчётам, 2⋅1011Mʘ, что на 2 порядка превышало оценку, сделанную несколько ранее Э. Хабблом. Однако, как и Цвикки, работу которого он, кстати, также цитировал, Смит объяснял данный парадокс присутствием в скоплении большого количества межгалактического вещества, либо однородно распределённого в пределах скопления, либо образовавшего гигантские слабосветящиеся облака вокруг галактик. Между тем, астрономическое сообщество в тот период было настроено относительно гипотезы о тёмной материи довольно скептически, хотя и признавало существование проблемы недостающей массы.

Кривая вращения галактики: (A) ожидаемая; (B) реальная

Вскоре обозначилась ещё одна проблема с распределением масс и отношением масса/светимость для спиральных галактик, полученными по их кривым вращения. Так, в 1939 году американец Хорес Бэбкок опубликовал в своей диссертации подробную кривую вращения галактики туманность Андромеды — скорость вращения звёзд вокруг её центра  не уменьшалась, как предсказывала небесная механика, обратно пропорционально {\displaystyle {\sqrt {R}}} (где {\displaystyle R} — расстояние до центра), а оставалась почти постоянной (см. рисунок). Бэбкок заключал, что это предполагало наличие значительной массы невидимого вещества во внешних областях галактики M 31, однако могло быть объяснено и сильным поглощением частицами пыли. Годом позже Ян Оорт, проанализировав кривую вращения галактики NGC 3115, также получил аномально высокое отношение масса/светимость для внешних областей (~ 250), и это не соответствовало теоретической картине, предполагавшей, что вся масса галактики заключена в её звездах. И Бэбкок, и Оорт отметили важность исследования кривых вращения внешних областей галактик, однако их результаты не привлекли в то время внимания, как, впрочем, и результаты Цвикки и Смита, что, по крайней мере отчасти, вероятно, было связано с начавшейся в 1939 году Второй мировой войной.
Однако с другой стороны, война способствовала и бурному прогрессу наблюдательных средств радиоастрономии — они дали возможность регистрировать 21-сантиметровую линию излучения атомарного водорода, определяя его присутствие в межзвёздных облаках и скорость движения. Большую роль в этом снова сыграл Ян Оорт; его студент Хенрик ван де Хюлст из Утрехтского университета в 1957 году первым получил таким методом кривую вращения галактики M 31, обнаружив, что источник радиоизлучения в ней простирается на расстояние до 30 кпк от центра, то есть далеко за пределы оптически видимого диска, и в этой внешней области отношение масса/светимость составляло порядка 20. Это расходилось с результатом M/L ~ 2 для центральной области диска, опубликованным незадолго до этого, и получалось, что в отличие от внутренней видимой области, где распределение масс примерно совпадало со светящимся веществом, во внешнем гало невидимой, но оказывающей гравитационное воздействие материи было гораздо больше. Проводимые в это время радионаблюдения галактики M 31 выявили также, что она сближается с нашей, а поскольку это сближение вызвано силами взаимного притяжения, можно было количественно оценить их суммарную массу, что было выполнено в 1959 году немецко-британским астрофизиком Францем Каном и другим известным голландским учеником Яна Оорта Лодевийком Вольтером. Они получили величину ~1,5⋅1012M⊙, в 6 раз большую, чем сумма отдельных значений, считавшихся тогда массами Млечного пути (~ 4⋅1011M⊙) и M 31 (~ 1⋅1011M⊙), и заключили, что эта недостающая материя существует в виде гало из горячего (~ 105K) газа, окружающих галактики.
Проблема масс скоплений галактик стала к этому моменту предметом столь активных дискуссий, что её обсуждению была посвящена конференция «О нестабильности галактических систем» в рамках симпозиума «О проблемах внегалактических исследований» в Санта-Барбаре в августе 1961 года, организованного Международным астрономическим союзом. Многие объяснения расхождения масс, полученных с помощью вириальной теоремы и рассчитанных из наблюдаемых кривых вращения, предполагали существование «невидимого межгалактического вещества, составляющего 90—99 % масс скоплений».
Большой вклад в принятие гипотезы тёмной материи внесли в конце 1960-х и начале 1970-х годов американские астрономы Вера Рубин из Института Карнеги и Кент Форд — они были первыми, кто получил точные и надёжные спектрографические данные по скорости вращения звёзд галактики M 31. Кривая вращения оставалась пологой на расстоянии до 24 кпк от центра, что согласовывалось с опубликованными ранее измерениями в радиодиапазоне. Тогда же, в 1970 году, австралиец Кен Фримен в своей знаменитой работе, анализируя данные по галактикам M 33 и NGC 300, пришёл к заключению, что
Если [данные] верны, то в этих галактиках должна присутствовать материя, которая не регистрируется ни на оптической, ни на радиочастоте. Её масса должна быть по меньшей мере такой же, как и масса зарегистрированной обычным путём галактики, а её распределение может сильно отличаться от экспоненциального, которое характерно для оптически наблюдаемой галактикиОригинальный текст (англ.)if [the data] are correct, then there must be in these galaxies additional matter which is undetected, either optically or at 21 cm. Its mass must be at least as large as the mass of the detected galaxy, and its distribution must be quite different from the exponential distribution which holds for the optical galaxy.
Затем в 1970-х годах аргументы в пользу массивных гало или «корон» галактик вдали от их центра были высказаны и другими известными учёными: Яаном Эйнасто, а также Джереми Острайкером и Джимом Пиблсом, которые проанализировали накопленный объём данных, помимо кривых вращения, по движению карликовых галактик, пар и скоплений галактик. Так, статья Острайкера и Пиблса начиналась со слов
Есть основания, всё более многочисленные и достоверные, считать, что оценки масс обычных галактик до настоящего времени могли быть занижены не менее, чем в 10 раз.
Оригинальный текст (англ.)There are reasons, increasing in number and quality, to believe that the masses of ordinary galaxies may have been underestimated by a factor of 10 or more.
Важным моментом стала работа Альберта Босмы из Гронингенского университета: в 1978 году в своей диссертации на степень доктора философии он представил пологие кривые вращения уже для 25 галактик. В этот период были сформулированы, помимо наблюдательных, и теоретические аргументы в пользу существования тёмной материи, основанные на космологических соображениях и результатах численного моделирования. Те же Острайкер и Пиблс, опираясь на работы Цвикки, показали, что без добавления массивных сферических гало галактики были бы неустойчивыми. Настроения в астрономическом сообществе к концу десятилетия отразились в обзоре американских астрофизиков Сандры Фабер и Джона Галлахера, в котором
Заключается, что доводы в пользу невидимой массы во Вселенной очень убедительны и становятся всё убедительнее.Оригинальный текст (англ.)It is concluded that the case for invisible mass in the universe is very strong and becoming stronger.
Были опубликованы и новые работы Веры Рубин.
Исследования реликтового излучения, в частности, выявление высокой степени его изотропности, дали толчок развитию космологии. Так, в 1982 году Джим Пиблс высказал идею, что противоречие между отсутствием существенных флуктуаций плотности барионной материи в момент рекомбинации и современной крупномасштабной структурой Вселенной, которая не успела бы развиться за прошедшее с этого момента время, может быть устранено предположением о большом количестве небарионной материи — рост её флуктуаций способствовал бы формированию наблюдаемых неоднородностей распределения масс, никак не отпечатавшись при этом в реликтовом излучении. А сформулированная в 1980-х годах гипотеза инфляции, объяснявшая изотропность реликтового излучения, предполагала и то, что Вселенная является плоской и что, как следствие, плотность её вещества в точности равна критической. Поскольку оценки плотности обычного барионного вещества давали лишь ничтожную долю этой величины, это означало, в свою очередь, необходимость существования тёмной материи.
В 1980-х годах, когда гипотеза тёмной материи уже установилась в качестве общепринятой, её исследования сфокусировались на том, что именно она собой представляет, каковы её свойства и роль в эволюции Вселенной. Это осуществлялось с помощью активно развивавшегося тогда благодаря прогрессу вычислительной техники численного моделирования, результаты которого сравнивались с полученными данными наблюдений. Важную роль, например, сыграл обзор красных смещений CfA1 и затем его второй этап CfA2. А начиная со следующего десятилетия интерес сместился к моделированию вида распределения тёмной материи в галактических гало. В начале XXI века появилась возможность использовать более точные и полные обзоры неба: 2dFGRS и последующий 6dFGS; самым подробным на настоящий день является SDSS. Численное моделирование космологической эволюции, в частности, роли тёмной материи в этом процессе, также стало более точным и масштабным: получили известность такие проекты как Millennium, Bolshoi Simulation и Illustris.
|  |  |  |

## Доказательства существования

### Наблюдательные
- Кривые вращения галактик, демонстрирующие отсутствие убывания скорости вращения на периферии галактических дисков. Наиболее простым объяснением этого эффекта является наличие у галактик массивных невидимых гало, дающих большой вклад в их массы[62][63].
- Динамика и морфология галактик-спутников и шаровых скоплений возле массивных галактик[64]. Мелкие галактики-спутники движутся вокруг крупных, подчиняясь тем же законам, что и звёзды на периферии обычных галактик, таким образом являясь пробными телами такого же рода, но на большем масштабе, что позволяет делать выводы о распределении гравитационного потенциала таких массивных галактик[36]. Анализ данных для нашей и других галактик подтвердил, что общая масса каждой галактики в несколько раз превышает суммарную массу её звёзд[64].
- Динамика систем галактик от двойных галактик до галактических скоплений. Анализ лучевых скоростей их членов даёт характерный разброс скоростей галактик, что позволяет оценить полные массы этих систем[комментарий 1][64]. Таким образом выявлено, что тёмная материя присутствует на всех уровнях галактической иерархии, причём её доля растёт с увеличением масштаба: в двойных системах она превышает вклад видимой материи в несколько раз, а в скоплениях галактик (состоящих из сотен и тысяч объектов) — в десятки или сотни раз[65].

- Рентгеновское излучение горячего газа в гигантских эллиптических галактиках и их скоплениях, зарегистрированное такими орбитальными обсерваториями как «Эйнштейн»[65], «ROSAT», «XMM-Newton» и «Чандра»[70]. С помощью рентгеновских телескопов определяется распределение поверхностной яркости (в рентгеновском диапазоне) и температуры таких объектов в двумерной проекции, на основании этих характеристик строится радиальное распределение плотности и температуры газа, что даёт возможность получить массовый профиль галактики или скопления, исходя из условия гидростатического равновесия[70][71][72]. Это важное преимущество такого метода, поскольку иные дают лишь значение полной массы объекта[70]. Масса одних лишь звёзд и газа, согласно расчётам, недостаточна для удержания входящего в галактики и скопления горячего газа, если не учесть тёмную материю[65]. Такой горячий газ составляет лишь порядка 15 % всей массы скоплений, светящаяся видимая материя — ещё меньше, всего 5 %, и оставшиеся 80 % представляют собой тёмную материю[72]. При этом радиальное распределение газа (в зависимости от расстояния до центра объекта) примерно повторяет гипотетическое распределение тёмной материи — профиль Наварро — Френка — Уайта[71][72].
- Гравитационное линзирование — отклонение света удалённых объектов гравитационным полем находящихся на его пути массивных скоплений, ввиду чего изображения более удалённых галактик, проецирующихся на некое наблюдаемое скопление, оказываются искажёнными (слабое гравитационное линзирование) или даже расщепляются на несколько «копий» (сильное гравитационное линзирование)[комментарий 2][68]. По характеру этих искажений становится возможным восстановить распределение и величину массы внутри скопления, в том числе скрытой[68][73][74].

Такие подсчёты были произведены для более чем десяти скоплений, и соотношение невидимой/видимой материи в целом соответствует другим методам измерения массы тёмной материи данных скоплений.

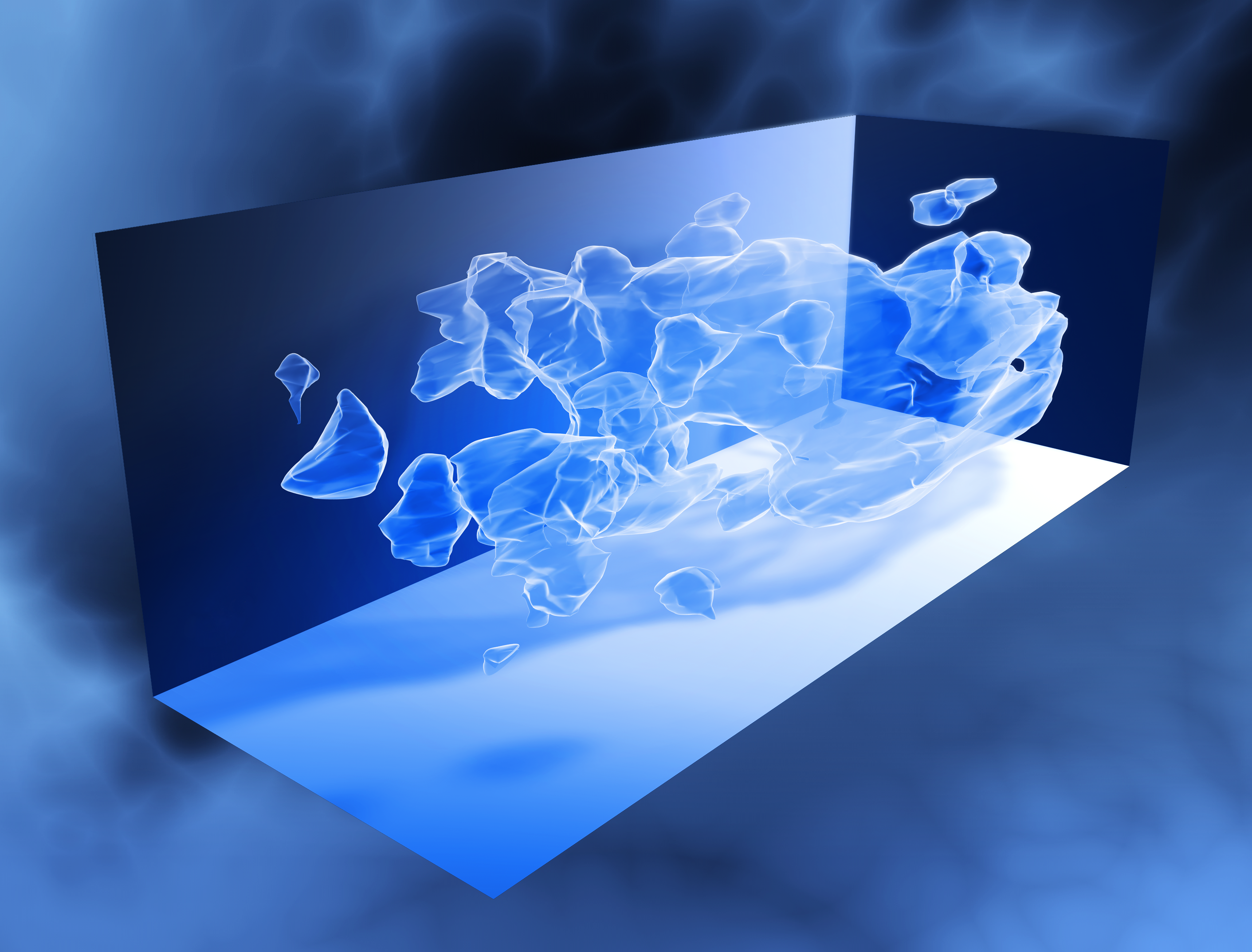
Трёхмерная карта распределения тёмной материи, построенная с помощью метода слабого гравитационного линзирования в рамках проекта COSMOS.

Влияние слабого гравитационного линзирования выделяется при статистическом анализе множества изображений наземных и космических телескопов. При отсутствии близкой концентрации массы ориентация далёких, фоновых галактик должна быть хаотической. Если же такая масса присутствует, это приводит к изменению видимых вытянутостей галактик и к появлению некоторой упорядоченности в их ориентациях. Поскольку искажения составляют порядка нескольких процентов амплитуды, такой метод требует высокой точности обработки, минимизации системных погрешностей, больших исследуемых областей обзора. Поэтому совпадение результатов с другими методами является важным свидетельством в пользу существования тёмной материи.

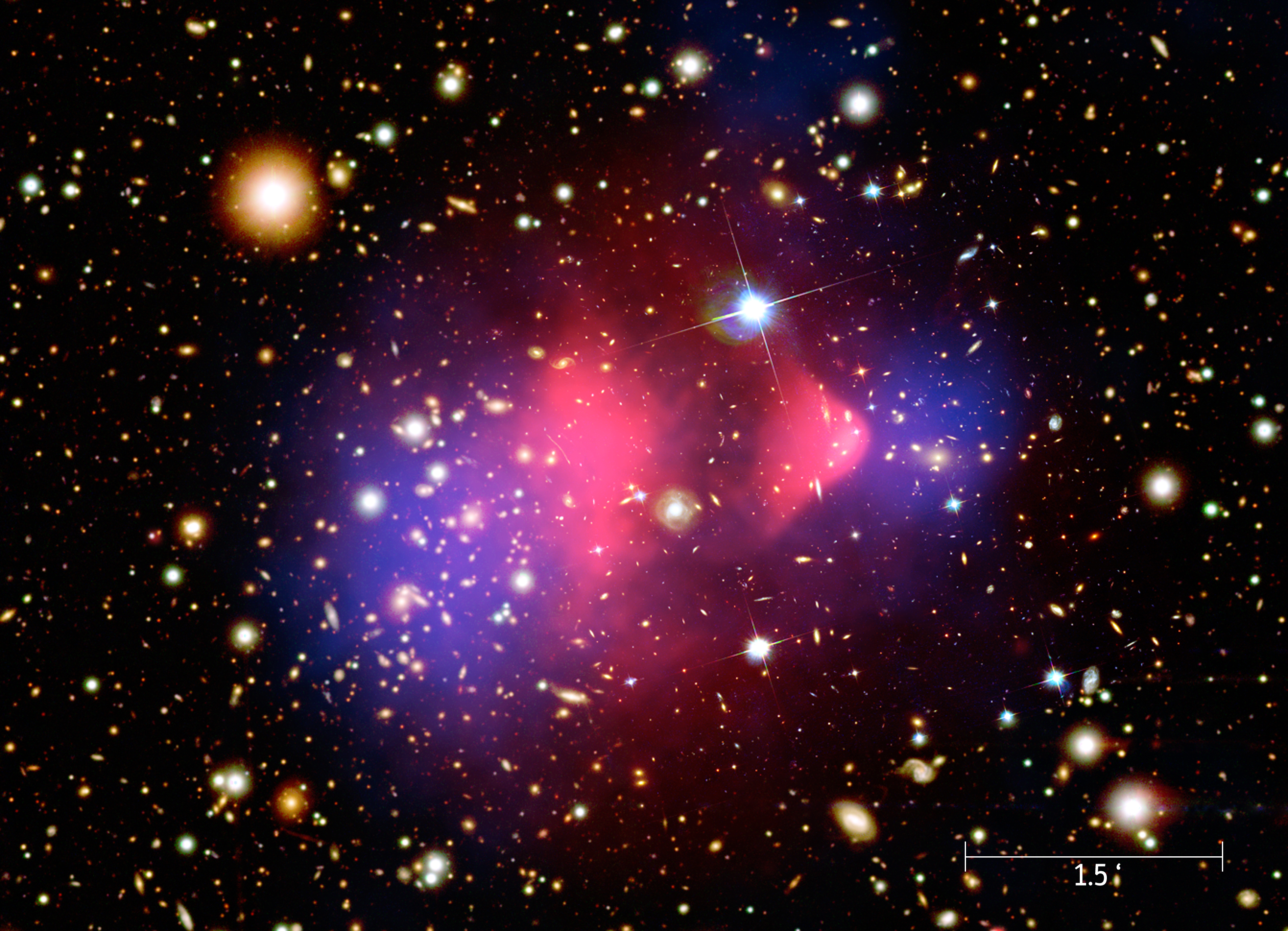
Скопление Пуля (комбинированный снимок телескопов «Хаббл» + «Чандра»). Полное распределение массы, полученное с помощью слабого гравитационного линзирования, показано синим, а рентгеновское излучение горячего газа — розовым.

- Распределение масс в сталкивающихся скоплениях галактик, где тёмная и барионная материя оказываются чётко разделены, что выявляется путём наблюдений в разных частотных диапазонах. Самым известным примером комплексного применения методов выявления тёмной материи является исследование скопления галактик Пуля, наблюдаемого в момент прямого столкновения двух скоплений галактик. Если бы тёмной материи не существовало, расположение основной массы скопления (которое можно определить с помощью слабого гравитационного линзирования) соответствовало бы распределению плазмы (наблюдаемой в рентгеновском диапазоне), составляющей основную часть барионной материи. Однако наблюдается иная картина: распределение основной массы не совпадает с оптическими изображениями галактик. Это непосредственно свидетельствует о наличии тёмной материи; опубликованные работы, посвящённые исследованию скопления Пуля, содержали в заголовках слова «Прямое эмпирическое доказательство существования тёмной материи»[79][80][81][82][83].

Ещё одним примером такого необычного объекта является скопление CL0024+17, в котором наблюдается пик плотности в кольцеобразной удалённой от центра области, не совпадающей с расположением горячего газа, равно как и звёзд. Теоретическое моделирование показало, что это является результатом того же процесса, что и в скоплении Пуля, однако CL0024+17 наблюдается не сбоку, а вдоль линии столкновения и на гораздо более позднем этапе. Такую картину невозможно объяснить в рамках альтернативных теорий.
Выявлено и множество других скоплений такого рода, для которых путём анализа снимков в разных диапазонах получено распределение массы, в том числе скрытой: MACS J0025.4-1222, Abell 2744, Abell 520 и другие.
Наблюдение слияния галактических скоплений MACS J0018.5+1626 позволило учёным в 2024 г. впервые в истории картировать скорости тёмной и барионной материй. Во время данной коллизии материи разделились и продолжили движение в противоположных направлениях. Таким образом, учёные не только ещё раз доказали существование ТМ, но и получили в руки инструмент для её прямого исследования!

### Теоретические
- Моделирование устойчивости галактик[89].
- Анализ неоднородности реликтового излучения. Галактики формируются и растут за счёт гравитационной неустойчивости из исходных возмущений плотности в ранней Вселенной[89][90]. Через 400 000 лет после Большого взрыва эти флуктуации плотности были ещё очень малы (~10−5 относительно самой плотности). И если бы во Вселенной в этот момент было только обычное барионное вещество, то эти неоднородности просто не успели бы усилиться до такой степени, чтобы создать наблюдаемое разнообразие структур, — для этого флуктуации в эпоху первичной рекомбинации должны были бы составлять порядка 10−3. Решением этого парадокса и является предположение о наличии во Вселенной значительного количества небарионной скрытой массы. Фотоны реликтового излучения взаимодействуют лишь с барионным веществом, и поэтому температурная анизотропия фонового излучения несёт информацию только о флуктуациях плотности обычной материи. Небарионное же вещество на момент рекомбинации могло быть скучено уже́ гораздо сильнее, формируя таким образом основу для роста будущих галактик и их скоплений[90][91][92].
- Моделирование формирования галактик на основании общепринятой теории состава Вселенной, в частности, с определённой долей тёмной материи. Если она устанавливается в качестве начального условия, получающиеся в результате распределение и свойства галактик (например, форма) идентичны наблюдаемым[14][56].
- Оценка критической плотности Вселенной. Показано, что полная плотность массы вещества Вселенной составляет примерно 20-30 % от значения критической плотности, тогда как барионного вещества во Вселенной всего лишь около 4,5 %. Следовательно, то, что дополняет плотность барионов — это небарионная скрытая масса, которой должно быть примерно в 5 раз больше, чем обычного вещества[93].

## Свойства тёмной материи

### Температура
В большинстве теорий генерации тёмной материи предполагается, что на ранних стадиях эволюции Вселенной частицы тёмной материи находились в кинетическом равновесии с обычным веществом — барионами, электронами и фотонами, составлявшими на тот момент единую среду. В определённый момент времени, при определённой температуре, Td, они вышли из равновесия и с тех пор распространяются свободно. В зависимости от соотношения этой температуры и массы частиц тёмной материи её делят на «горячую», «холодную» и «тёплую».

#### Горячая тёмная материя
Если в момент выхода из равновесия с барионным веществом масса частиц тёмной материи не превышала соответствующую температуру среды, {\displaystyle M_{X}\leq T_{d}}, то есть они были релятивистскими, кроме того, эта масса была менее 1 эВ, такую тёмную материю называют горячей. От тёплой тёмной материи, для которой также {\displaystyle M_{X}\leq T_{d}}, но {\displaystyle M_{X}\geq 1{\text{ эВ}}}, она отличается тем, что горячая тёмная материя оставалась релятивистской и к моменту перехода от радиационно-доминированной к пылевидной стадии эволюции Вселенной, который и произошёл при температуре {\displaystyle T_{eq}=1{\text{ эВ}}}. Это важно, поскольку рост возмущений плотности происходит на этих стадиях различным образом и существенно зависит от того, является ли тёмная материя на пылевидной стадии релятивистской.
Во Вселенной изначально имелись малые по амплитуде неоднородности плотности тёмной материи, и был период, когда частицы тёмной материи являлись релятивистскими и распространялись свободно (это происходило в интервале температур {\displaystyle M_{X}\leq T\leq T_{d}}). Двигаясь почти со скоростью света, они быстро покидали области с повышенной и заполняли области с пониженной плотностью (в пределах текущего космологического горизонта). В результате этого процесса свободного перемешивания (англ. free streaming) неоднородности плотности тёмной материи с размерами меньше текущего горизонта замывались. Так как свободное перемешивание прекратилось при {\displaystyle T\sim M_{X}}, размер горизонта на этот момент, растянутый в {\displaystyle (1+z)\approx {\frac {T}{T_{0}}}} раз, и определяет максимальный современный размер областей, в которых возмущения плотности подавлены. Для горячей тёмной материи ({\displaystyle M_{X}\sim 1{\text{ эВ}}}) это значение оценивается примерно в 100 Мпк.
В моделях с горячей тёмной материей сначала формируются самые крупные структуры — сверхскопления, которые потом распадаются на более мелкие — скопления. Галактики формируются в последнюю очередь, и этот процесс должен был начаться не так давно. Такая последовательность формирования структур противоречит наблюдениям, поэтому горячая тёмная материя может составлять лишь небольшую часть всей тёмной материи.
К этому виду тёмной материи могли бы относиться прежде всего обычные нейтрино из Стандартной модели — это единственная экспериментально подтверждённая частица такого типа.

#### Холодная тёмная материя
Если частицы тёмной материи отщепились от обычного вещества уже будучи нерелятивистскими, то есть {\displaystyle M_{X}\gg T_{d}}, такую тёмную материю называют «холодной». Она является наиболее предпочтительным вариантом из космологических соображений: такие частицы движутся медленно, характеризуясь небольшим значением так называемой длины свободного перемешивания, поэтому на начальных этапах расширения Вселенной флуктуации плотности на малых масштабах не подавляются, формирование крупномасштабной структуры Вселенной начинается достаточно рано и происходит снизу вверх. Максимальный современный размер области, в которой подавлены возмущения плотности, в 0,1 Мпк (размер карликовой галактики), даёт нижний предел массы частиц тёмной материи в 1 кэВ — такой же порядок получается и из других соображений, основанных на оценках фазовой плотности частиц тёмной материи в карликовых галактиках. Результаты моделирования эволюции Вселенной с такими параметрами (в рамках модели ΛCDM) в точности соответствуют наблюдаемой картине скоплений, галактических нитей и войдов между ними.
Класс гипотетических частиц-кандидатов на роль частиц холодной (то есть массивнее 1-100 кэВ) тёмной материи называется вимп (от англ. WIMP, weakly interacting massive particle — слабовзаимодействующая массивная частица). Сейчас, однако, этот термин используется в более узком смысле, нежели первоначально, и подразумевает только частицы, которые должны быть подвержены слабому взаимодействию.
В рамках модели холодной тёмной материи, однако, возникают сложности при описании внутренних, центральных областей гало, среди которых наиболее серьёзными считаются
- проблема каспов — противоречие между результатами численного моделирования распределения плотности и экспериментальными данными. Численное моделирование распределения холодной тёмной материи указывает на то, что она образует касп или сингулярность в центре галактики, между тем прямые астрономические наблюдения показывают обратную картину.
- проблема дефицита карликовых галактик (также известная как «проблема исчезнувших карликовых галактик-спутников»). Суть её в том, что число карликовых галактик (по отношению к числу обычных галактик) на целый порядок меньше числа, которое должно быть согласно моделированию по иерархическому распределению структур тёмной материи.

#### Тёплая тёмная материя
Тёплая тёмная материя, как и горячая, была релятивистской в момент выхода из равновесия с барионным веществом, то есть выполнялось условие {\displaystyle M_{X}\leq T_{d}}. Однако масса её частиц, MX, составляла более 1 эВ, и на момент перехода от радиационно-доминированной к пылевидной стадии расширения Вселенной релятивистскими они быть уже перестали. Поскольку рост возмущений плотности происходит на этих стадиях существенно по-разному и сильно зависит от того, является ли тёмная материя на пылевидной стадии (переход к которой случился именно при температурах порядка 1 эВ) релятивистской, это различие является принципиальным. Флуктуации плотности для тёплой тёмной материи подавляются лишь на совсем малых масштабах — на уровне карликовых галактик и ниже.

### Распределение плотности
Чаще всего для аналитического описания формы гало тёмной материи используется профиль Наварро — Френка — Уайта:
{\displaystyle \rho (r)={\frac {\rho _{0}}{{\frac {r}{R_{s}}}\left(1~+~{\frac {r}{R_{s}}}\right)^{2}}},}
где ρ0 — параметр, определяемый плотностью вещества Вселенной в момент формирования гало, Rs — характеристический радиус гало. Это приближение, однако, является сильно неточным в центральных областях галактик, где доминирует барионная материя. В качестве более точной альтернативы предлагался профиль Буркерта:
{\displaystyle \rho (r)={\frac {\rho _{0}r_{0}^{3}}{(r+r_{0})(r^{2}+r_{0}^{2})}},}
где ρ0 — плотность в центральной области, r0 — её радиус.
Также предлагалась такая основанная на численном моделировании аналитическая форма как профиль Мура:
{\displaystyle \rho (r)={\frac {\rho _{i}}{\left({\frac {r}{R_{s}}}\right)^{1,5}\left(1~+~{\frac {r}{R_{s}}}\right)^{1,5}}},}
предполагающая, однако, ещё более резкий рост в центральной области, нежели профиль Наварро — Френка — Уайта.
Наконец, была высказана идея использовать профиль Эйнасто:
{\displaystyle \rho (r)=\rho _{e}\exp \left(-d_{n}\left(\left({\frac {r}{r_{e}}}\right)^{\frac {1}{n}}-1~\right)\right),}.

### Взаимодействия между частицами
Согласно новой гипотезе опубликованной в журнале Physical Review Letters в 2024 г., частицы тёмной материи могут взаимодействовать друг с другом посредством каких-то новых, неизвестных науке сил, а не только сил гравитационного взаимодействия. Это объясняет т.н. "проблему последнего парсека" при слиянии чёрных дыр, в т.ч. при образовании СМЧД, а также сферическую форму гало галактик. Моделирование показало состоятельность гипотезы, ищутся экспериментальные подтверждения. Возможно, мы находимся на пути открытия нового фундаментального взаимодействия (Пятая сила), так необходимого для построения Теории Всего.
Некоторые теории темной материи предполагают, что при столкновении двух частиц темной материи они аннигилируют и производят вспышку материи и антиматерии. Это может привести к образованию антигелия, за которым следит эксперимент Alpha Magnetic Spectrometer на борту Международной космической станции..

## Кандидаты на роль тёмной материи

### Барионная тёмная материя
По мере развития астрофизики и утверждения гипотезы о тёмной материи для ряда специалистов наиболее естественным было предположение, что тёмная материя состоит из обычного, барионного вещества, по каким-либо причинам слабо взаимодействующего электромагнитным образом и потому необнаружимого при исследовании, к примеру, линий излучения и поглощения. Кандидатами на роль подобных объектов могли бы быть планеты, коричневые карлики, красные карлики, белые карлики, нейтронные звёзды и чёрные дыры. Астрофизик Ким Грайст (англ. Kim Griest) предложил для их обозначения термин MACHO (массивный астрофизический компактный объект гало, англ. massive astrophysical compact halo object). Этот акроним, намекающий на исп. macho — «мачо, мужлан», является противопоставлением ранее предложенному Майклом Тёрнером (англ. Michael S. Turner) термину WIMP для гипотетических небарионных слабо взаимодействующих массивных элементарных частиц (англ. wimp — «зануда, слабак»), см. ниже.
Однако, судя по всему, доля барионного вещества в составе тёмной материи мала. Во-первых, эксперименты по поиску объектов MACHO в гало нашей Галактики путём выявления событий гравитационного микролинзирования света звёзд привели к заключению, что доля таких компактных объектов, по крайней мере с массами в диапазоне от 10−7 до 102 масс Солнца, составляет не более 8 %. С другой стороны, ни один известный тип кандидатов на роль составляющих тёмной материи не соответствует наблюдательным данным по её количеству. Кроме того, из космологических соображений следует, что соотношение первичных концентраций лёгких элементов, в особенности доля дейтерия (наблюдаемое в самых старых астрономических объектах), свидетельствует о достаточно малом вкладе барионов в полную плотность Вселенной — всего 4,5 % от значения критической плотности, тогда как полученные независимыми методами оценки массы всего вещества дают 20-30 % этого значения.

#### Первичные чёрные дыры
Одними из кандидатов на роль объектов MACHO являются первичные чёрные дыры, образовавшиеся в момент начального расширения Вселенной сразу после Большого взрыва. Исследования, основанные на подсчёте событий гравитационного микролинзирования света далёких сверхновых, дают существенные ограничения на возможную долю чёрных дыр с массой более 0,01 масс Солнца в составе тёмной материи — не более 23 %. Тем не менее, остаются ещё не исключённые значения масс, которые могут иметь первичные чёрные дыры, в частности, такие объекты с массами более 103 солнечных масс могут играть важную роль в космологических процессах, даже составляя очень небольшую долю тёмной материи.

#### Максимоны
Кроме того, высказывалось предположение, что роль частиц тёмной материи могли бы играть гипотетические планковские чёрные дыры (максимоны), являющиеся конечным продуктом эволюции обычных чёрных дыр, стабильные и более не подверженные излучению Хокинга. Эти объекты характеризует крайне малое сечение взаимодействия — порядка 10−66 см2, на 20 порядков меньше сечения взаимодействия нейтрино. Согласно данной теории, малость сечения взаимодействия нейтральных максимонов с веществом приводит к тому, что значительная (или даже основная) часть материи во Вселенной в настоящее время могла бы состоять из максимонов, не приводя к противоречию с наблюдениями.

### Небарионная тёмная материя

#### Нейтрино
Нейтрино, не участвующие в сильном и электромагнитном взаимодействиях, закономерно стали исторически первыми кандидатами на роль частиц тёмной материи. В отличие от остальных кандидатов, они существуют и описываются в рамках Стандартной модели. Соответствующая гипотеза была предложена и исследована в начале 1980-х годов. Однако численное моделирование показало, что нейтрино, будучи очень лёгкими, имели бы в ранней Вселенной очень высокие скорости, то есть представляли бы собой горячую тёмную материю, и формирование структуры происходило бы сверху вниз (от более крупного масштаба к мелкому), и в результате она отличалась бы от наблюдаемой сейчас. Так было показано, что обычные нейтрино из Стандартной модели не могут быть частицами тёмной материи.
После этого закономерно возникло предположение, что частицами тёмной материи являются тяжёлые нейтрино — некая не открытая ранее разновидность. Если бы они доминировали в ранней Вселенной, то в такой среде флуктуации начали бы расти гораздо раньше, чем в барионной, и крупномасштабная структура Вселенной успела бы сформироваться. Согласно опубликованной в начале 1990-х годов гипотезе, тёмная материя могла бы состоять из так называемых стерильных нейтрино, которые не участвуют даже в слабом взаимодействии и могут образовываться из обычных нейтрино лишь посредством осцилляций. Теоретические модели дают широкий диапазон масс и, соответственно, температур, которыми могут обладать такие нейтрино, то есть они могут составлять как тёплую ({\displaystyle m\sim {\text{кэВ}}}), так и холодную ({\displaystyle m\gg {\text{кэВ}}}) тёмную материю.

#### Аксионы
Аксионы представляют собой гипотетические нейтральные псевдоскалярные частицы, введённые изначально для решения проблемы отсутствия сильного CP-нарушения в квантовой хромодинамике. Считается, что аксионы относятся к холодной тёмной материи, однако они должны быть очень лёгкими: астрофизические и лабораторные данные дают ограничения на массу аксиона не более 10−3 эВ, а космологические соображения — не менее 10−4-10−6 эВ.
Высказывалась также гипотеза нечёткой тёмной материи, представленной сверхтекучим бозе-конденсатом, такой, что её свойства аналогичны аксионам, имеющим, однако, гораздо меньшую массу — порядка 10−22 эВ.

#### Суперсимметричные частицы
Гипотетические частицы, описываемые в рамках суперсимметричных теорий, не участвуют в электромагнитном и сильном взаимодействиях и если они стабильны, могли бы быть распространены во Вселенной и играть важную роль в её эволюции, то есть быть частицами тёмной материи. Первоначально на эту роль предлагалось только гравитино, однако с появлением минимальной суперсимметричной Стандартной модели бо́льшую популярность приобрела гипотеза о том, что такой частицей является нейтралино — смешанное состояние суперпартнёров фотона, Z-бозона и бозона Хиггса, — оно действительно должно быть стабильно благодаря сохранению R-чётности. Считается, что нейтралино вышли из термодинамического равновесия с обычным веществом, имея температуру, меньшую, чем их масса, то есть относятся к холодной тёмной материи. Такие частицы, как и любые другие гипотетические слабовзаимодействующие массивные нейтральные элементарные частицы (WIMPs, вимпы), какова бы ни была их природа, должны иметь сечение аннигиляции, близкое к сечению слабого взаимодействия (~10−36 см2), и массу не менее нескольких масс нуклона, чтобы обеспечить свойства, наблюдаемые у холодной тёмной материи.

#### Экзотические гипотезы
- Космионы были введены в физику для разрешения проблемы солнечных нейтрино, состоящей в существенном отличии потока нейтрино, детектируемых на Земле, от значения, предсказываемого стандартной моделью Солнца. Однако эта проблема нашла разрешение в рамках теории нейтринных осцилляций и эффекта Михеева — Смирнова — Вольфенштейна, так что космионы, по всей видимости, исключаются из претендентов на роль тёмной материи.[источник не указан 1815 дней]
- Топологические дефекты пространства-времени, возникшие путём спонтанного нарушения симметрии в ранней Вселенной: монополи, космические струны[127].
- Кварковые «самородки» — макроскопические (порядка сантиметров) концентрации кварковой материи, по плотности эквивалентные ядерному веществу[127].

## Экспериментальные данные

### Тёмная материя в ближней Вселенной
Известно, что тёмное вещество взаимодействует со «светящимся» (барионным) веществом, по крайней мере, гравитационным образом и представляет собой среду со средней космологической плотностью, в несколько раз превышающей плотность барионов. Последние захватываются в гравитационные ямы концентраций тёмной материи. Поэтому, хотя частицы тёмной материи и не взаимодействуют со светом, свет испускается оттуда, где есть тёмное вещество. Это замечательное свойство гравитационной неустойчивости сделало возможным изучение количества, состояния и распределения тёмной материи по наблюдательным данным от радиодиапазона до рентгеновского излучения.
Опубликованное в 2012 году исследование движения более 400 звёзд, расположенных на расстояниях до 13 000 световых лет от Солнца, не нашло свидетельств присутствия тёмной материи в большом объёме пространства вокруг Солнца. Согласно предсказаниям теорий, среднее количество тёмной материи в окрестности Солнца должно было составить примерно 0,5 кг в объёме земного шара. Однако измерения дали значение не более 0,06 кг тёмной материи в этом объёме. Это означает, что попытки зарегистрировать тёмную материю на Земле, например, при редких взаимодействиях частиц тёмной материи с «обычной» материей, вряд ли могут быть успешными.
Опубликованное в 2013 году исследование движения тел Солнечной системы, основанное на данных 677 тысяч позиционных наблюдений планет и космических аппаратов c 1910 года по настоящее время, позволило получить верхнюю оценку на количество возможного тёмного вещества в Солнечной системе — общее количество тёмной материи в пределах сферы, ограниченной орбитой Сатурна, составляет не более 1,7⋅10-10 Mʘ

### Физическое обнаружение гипотетических частиц тёмной материи
Экспериментальное обнаружение частиц тёмной материи должно основываться, во-первых, на том, что они обладают массой, гравитационно взаимодействующей с другими массами, во-вторых, что эта масса должна быть очень велика. Однако кроме этого о тёмной материи ничего не известно. Основная трудность при поиске частиц тёмной материи заключается в том, что они не участвуют в электромагнитном взаимодействии, то есть невидимы и имеют небарионную природу.
Имеются два варианта поиска: прямой и косвенный.
При прямом экспериментальном поиске ТМ с помощью наземной аппаратуры изучаются следствия взаимодействия этих частиц с электронами или атомными ядрами в чувствительном объёме низкофонового ядерно-физического детектора. При рассеянии частицы тёмной материи, входящей в состав галактического гало, на частице обычного вещества (электроне или нуклоне) последняя получает определённую кинетическую энергию и может быть зарегистрирована обычными методами. Проблема заключается в чрезвычайной малости сечения взаимодействия частиц ТМ с обычными частицами. Дополнительная экспериментальная сигнатура, позволяющая подавить фон, но вносящая определённую модельную зависимость, основана на ожидаемом периодическом изменении скорости Земли (и детектора вместе с ней) относительно гало тёмной материи ввиду орбитального движения вокруг Солнца, что должно приводить к вариациям сигнала с годичной периодичностью и максимумом в начале июня. Вариант прямого поиска лёгких частиц ТМ (в частности, аксионов) заключается в детектировании их распада на фотоны в магнитном поле в высокодобротной резонансной полости (так называемом галоскопе).
Подобные эксперименты требуют высокой точности и исключения помех от других источников сигнала, поэтому детекторы, как правило, располагаются под землёй.
Косвенные методы детектирования основаны на попытках обнаружения потоков вторичных частиц (нейтрино, фотонов и т. п.), которые возникают, например, благодаря аннигиляции солнечной или галактической тёмной материи.

## Альтернативные теории

### Альтернативные теории гравитации
При попытке объяснить наблюдаемые явления, на основании которых в совокупности был сделан вывод о необходимости существования тёмной материи, без привлечения концепции о тёмной материи - в первую очередь высказывались соображения относительно справедливости общепринятых законов гравитационного взаимодействия на больших расстояниях.
Наиболее известной является модифицированная ньютоновская динамика (MOND) — теория, предложенная в начале 1980-х годов израильским астрофизиком Мордехаем Милгромом и представляющая собой модификацию закона тяготения, дающую более сильное взаимодействие в некоторых областях пространства, таким образом, чтобы объяснялся наблюдаемый вид кривых вращения галактик. В 2004 году физиком-теоретиком Яаковом Бекенштейном, также из Израиля, было разработано релятивистское обобщение этой гипотезы — тензор-вектор-скалярная теория гравитации, объясняющая также наблюдаемые эффекты гравитационного линзирования. Кроме того, в 2007 году канадский физик Джон Моффат предложил свою теорию модифицированной гравитации, называемую также скаляр-тензор-векторной теорией гравитации.
Сторонники теорий модифицированной гравитации считают аргументом в свою пользу отсутствие в настоящее время положительных результатов экспериментов по непосредственному обнаружению частиц тёмной материи. В пользу модифицированной ньютоновской динамики высказывалась и Вера Рубин, чьи работы сыграли важную роль в становлении теории тёмной материи: «Если бы я выбирала, то я бы хотела открыть, что это именно ньютоновские законы должны быть изменены для правильного описания гравитационных взаимодействий на больших расстояниях. Это более привлекательно, чем Вселенная, наполненная новым типом субъядерных частиц».
Между тем, в настоящее время большинство учёных не признаёт MOND, поскольку основанные на ней расчёты указывают на её несостоятельность. Проблема альтернативных теорий гравитации в том, что если они и дают обоснование отдельным эффектам, являющимся следствиями существования тёмной материи, всё равно не учитывают их в совокупности. Они не объясняют наблюдаемого поведения сталкивающихся скоплений галактик и несовместимы с космологическими аргументами в пользу присутствия большого количества небарионного невидимого вещества в ранней Вселенной.

### Плазменная космология
Эта теория была разработана в 1960-х годах шведским физиком по имени Ханнес Альвен (нобелевский лауреат по физике 1970 года за открытия по магнитодинамике) — при этом он использовал опыт своих исследований околоземной плазмы (полярное сияние) и ранние работы норвежца Кристиана Биркеланда.
Основой теории является предположение, что электрические силы являются более весомыми на больших расстояниях (масштаб галактики и скопления галактик), чем гравитация. Если допустить, что плазма заполняет всю вселенную и имеет хорошую проводимость, то она могла бы проводить огромные электрические токи (около 1017 — 1019 ампер) на масштабах в десятки мегапарсек. Такие токи создают мощное галактическое магнитное поле, которое в свою очередь формирует структуру как галактик, так и их скоплений (галактических нитей или филаментов). Наличие такого мощного поля легко объясняет формирование галактических рукавов (единого мнения о причине образования галактических рукавов пока нет), распределение скорости вращения галактических дисков от радиуса, устраняет необходимость введения гало из тёмной материи. Но на данный момент ни таких мощных токов в масштабах десятков мегапарсек, ни высоких межгалактических и внутригалактических магнитных полей современная астрофизика не наблюдает. Предположения плазменной космологии о нитевидно-клеточной структуре и однородности Вселенной на больших масштабах (так называемая Крупномасштабная структура Вселенной), сделанные Альвеном и Энтони Перратом, неожиданно были подтверждены наблюдениями в конце 1980-х и в 1990-х годах, однако эти наблюдения объясняются и в рамках общепринятой космологической модели. Для объяснения нитевидной структуры Вселенной в настоящее время используется теория образования нитей за счёт гравитационной неустойчивости (первоначально почти однородное распределение массы концентрируется на каустиках и приводит к образованию нитей), на растущих структурах тёмной материи, вдоль которых и формируется структура видимой материи (происхождение такой структуры тёмной материи объясняется квантовыми флуктуациями в процессе инфляции).
В настоящее время плазменная космология как теория непопулярна, так как отрицает развитие Вселенной по пути Большого Взрыва. С другой стороны, если отказаться от теории Большого Взрыва и считать возраст Вселенной гораздо большим, чем 13,5 миллиардов лет, то скрытая масса во многом может быть объяснена такими MACHO-объектами как чёрные карлики, которые эволюционируют из остывших за десятки миллиардов лет белых карликов.

### Материя из других измерений (параллельных Вселенных)
В некоторых теориях с дополнительными измерениями гравитация принимается как уникальный тип взаимодействия, который может действовать на наше пространство из дополнительных измерений. Это предположение помогает объяснить относительную слабость гравитационного взаимодействия по сравнению с тремя другими основными взаимодействиями (электромагнитным, сильным и слабым): гравитация слабее, так как может взаимодействовать с массивной материей в дополнительных измерениях, проникать сквозь барьер, недоступный другим взаимодействиям.
Отсюда следует, что эффект тёмной материи может быть логично объяснён взаимодействием видимой материи из наших обычных измерений с массивной материей из других (дополнительных, невидимых) измерений через гравитацию. При этом остальные типы взаимодействий эти измерения и эту материю в них не могут никак ощутить, не могут с ней взаимодействовать. Материя в других измерениях (фактически в параллельной Вселенной) может формироваться в структуры (галактики, скопления галактик, филаменты) похожим на наши измерения способом или формировать свои, экзотические структуры, которые в наших измерениях ощущаются как гравитационное гало вокруг видимых галактик.

### Топологические дефекты пространства
Тёмная материя может просто являться изначальными (возникшими в момент Большого Взрыва) дефектами пространства и/или топологии квантовых полей, которые могут содержать в себе энергию, тем самым вызывая гравитационные силы.
Это предположение может быть исследовано и проверено с помощью орбитальной сети космических зондов (вокруг Земли или в пределах Солнечной системы), оснащённых точными непрерывно синхронизируемыми (с помощью GPS) атомными часами, которые зафиксируют прохождение такого топологического дефекта через данную сеть. Эффект проявится как необъяснимое (обычными релятивистскими причинами) рассогласование хода этих часов, имеющее чёткое начало и, со временем, конец (в зависимости от направления движения и размеров такого топологического дефекта).